# Космос-101
Космос-101 — советский малый военный спутник серии космических аппаратов «Космос». КА типа «ДС-П1-Ю», сер. № 4 разработан Конструкторским бюро «Южное», предназначен для калибровки наземных радаров. Был запущен 21 декабря 1965 с космодрома Капустин Яр со стартового комплекса № 86/1 ракетой-носителем «Космос 63С1».

## Первоначальные орбитальные данные спутника
- Перигей (км) — 260
- Апогей (км) — 550
- Период обращения вокруг Земли (мин.) — 92,4
- Угол наклона плоскости орбиты к плоскости экватора Земли — 49°